# Bass Pro Shops Night Race
La "Bass Pro Shops Night Race", un tempo "Irwin Tools Night Race" è una gara automobilistica di stock car della Sprint Cup Series della NASCAR che si tiene presso il Bristol Motor Speedway, l'autodromo di Bristol, Tennessee, Stati Uniti d'America. A Bristol si tiene anche un'altra corsa di Sprint Cup, la Food City 500, che però è molto meno popolare. Sin dal 1978 la gara si è tenuta di sabato sera a fine agosto. Viene considerata una delle gare sportive i cui biglietti sono più difficili da ottenere e la lista d'attesa per quest'evento è tra le più lunghe nello sport in generale. Negli Stati Uniti la corsa è stata trasmessa dalla ESPN dal 2007 al 2009 e dal 2010 ha iniziato ad essere trasmessa dalla ABC.
La prima corsa si è tenuta nel 1961. Si corre su una distanza di 428,89 km (266,5 miglia) in 500 giri. In precedenza ha avuto altri nomi: Volunteer 500 (1961-1975), Volunteer 400 (1976-1977), Volunteer 500 (1978-1979), Busch Volunteer 500 (1980), Busch 500 (1981-1990), Bud 500 (1991-1993), Goody's 500 (1994-1995), Goody's Headache Powder 500 (1996-1999), goracing.com 500 (2000), Sharpie 500 (2001-2009).
A partire dal 2001 lo sponsor principale della gara è stata la Newell Rubbermaid e fino al 2009 la sua società controllata "Sharpie" ha dato il nome alla corsa. La Newell Rubbermaid ha poi scelto di cambiare il nome della gara per promuovere un altro dei suoi marchi, la Irwin Industrial Tools

## Albo d'oro
Eccetto dove indicato i vincitori sono di nazionalità  statunitense.
| Data                          | Pilota                            | Vettura       | premio del vincitore (USD) | distanza giri/miglia(km) | Velocità media (mph) | durata della corsa |
| ----------------------------- | --------------------------------- | ------------- | -------------------------- | ------------------------ | -------------------- | ------------------ |
| Volunteer 500                 |                                   |               |                            |                          |                      |                    |
| 30 luglio 1961                | Jack Smith Johnny Allen           | Pontiac '61   | $3,025                     | 500 / 250 (402.336)      | 68.373               | 3:39:23            |
| 29 aprile 1962                | Bobby Johns                       | Pontiac '62   | $4,405                     | 500 / 250 (402.336)      | 73.397               | 3:24:22            |
| 28 luglio 1963                | Fred Lorenzen Ned Jarrett         | Ford '63      | $4,540                     | 500 / 250 (402.336)      | 74.844               | 3:20:25            |
| 26 luglio 1964                | Fred Lorenzen                     | Ford '64      | $4,185                     | 500 / 250 (402.336)      | 78.044               | 3:12:12            |
| 25 luglio 1965                | Ned Jarrett                       | Ford '65      | $4,315                     | 500 / 250 (402.336)      | 61.826               | 4:02:37            |
| 24 luglio 1966                | Paul Goldsmith                    | Plymouth '66  | $5,400                     | 500 / 250 (402.336)      | 77.963               | 3:12:24            |
| 23 luglio 1967                | Richard Petty                     | Plymouth '67  | $6,050                     | 500 / 250 (402.336)      | 78.705               | 3:10:35            |
| 21 luglio 1968                | David Pearson                     | Ford '68      | $5,175                     | 500 / 250 (402.336)      | 76.31                | 3:16:34            |
| 20 luglio 1969                | David Pearson                     | Ford '69      | $5,525                     | 500 / 266.5 (428.89)     | 79.737               | 3:08:07            |
| 19 luglio 1970                | Bobby Allison                     | Dodge '69     | $4,850                     | 500 / 266.5 (428.89)     | 84.88                | 3:08:23            |
| 11 luglio 1971                | Charlie Glotzbach Raymond Hassler | Chevrolet '71 | $5,675                     | 500 / 266.5 (428.89)     | 101.074              | 2:38:12            |
| 9 luglio 1972                 | Bobby Allison                     | Chevrolet '72 | $8,400                     | 500 / 266.5 (428.89)     | 92.735               | 2:30:28            |
| 8 luglio 1973                 | Benny Parsons                     | Chevrolet '73 | $6,800                     | 500 / 266.5 (428.89)     | 91.342               | 2:53:04            |
| 14 luglio 1974                | Cale Yarborough                   | Chevrolet '74 | $7,725                     | 500 / 266.5 (428.89)     | 75.43                | 3:31:59            |
| 2 novembre 1975               | Richard Petty                     | Dodge '74     | $7,560                     | 500 / 266.5 (428.89)     | 97.016               | 2:44:49            |
| Volunteer 400                 |                                   |               |                            |                          |                      |                    |
| 29 agosto 1976                | Cale Yarborough                   | Chevrolet     | $10,025                    | 400 / 213.2 (343.112)    | 99.175               | 2:08:59            |
| 28 agosto 1977                | Cale Yarborough                   | Chevrolet     | $12,100                    | 400 / 213.2 (343.112)    | 79.726               | 2:40:27            |
| Volunteer 500                 |                                   |               |                            |                          |                      |                    |
| 26 agosto 1978                | Cale Yarborough                   | Oldsmobile    | $15,910                    | 500 / 266.5 (428.89)     | 88.628               | 3:25:00            |
| 25 agosto 1979                | Darrell Waltrip                   | Chevrolet     | $13,510                    | 500 / 266.5 (428.89)     | 91.493               | 2:54:46            |
| Busch Volunteer 500           |                                   |               |                            |                          |                      |                    |
| 23 agosto 1980                | Cale Yarborough                   | Chevrolet     | $16,550                    | 500 / 266.5 (428.89)     | 86.973               | 3:03:51            |
| Busch 500                     |                                   |               |                            |                          |                      |                    |
| 22 agosto 1981                | Darrell Waltrip                   | Buick         | $18,800                    | 500 / 266.5 (428.89)     | 84.723               | 3:08:44            |
| 28 agosto 1982                | Darrell Waltrip                   | Buick         | $22,925                    | 500 / 266.5 (428.89)     | 94.318               | 2:49:32            |
| 27 agosto 1983                | Darrell Waltrip                   | Buick         | $30,400                    | 418 / 222.794 (358.552)  | 89.43                | 2:29:50            |
| 25 agosto 1984                | Terry Labonte                     | Chevrolet     | $28,480                    | 500 / 266.5 (428.89)     | 85.365               | 3:07:19            |
| 24 agosto 1985                | Dale Earnhardt                    | Chevrolet     | $34,675                    | 500 / 266.5 (428.89)     | 81.388               | 3:27:44            |
| 23 agosto 1986                | Darrell Waltrip                   | Chevrolet     | $41,725                    | 500 / 266.5 (428.89)     | 86.934               | 3:03:55            |
| 22 agosto 1987                | Dale Earnhardt                    | Chevrolet     | $47,175                    | 500 / 266.5 (428.89)     | 90.373               | 2:56:56            |
| 27 agosto 1988                | Dale Earnhardt                    | Chevrolet     | $48,500                    | 500 / 266.5 (428.89)     | 78.775               | 3:22:59            |
| 26 agosto 1989                | Darrell Waltrip                   | Chevrolet     | $52,450                    | 500 / 266.5 (428.89)     | 85.554               | 3:04:14            |
| 25 agosto 1990                | Ernie Irvan                       | Chevrolet     | $49,600                    | 500 / 266.5 (428.89)     | 91.782               | 2:54:13            |
| Bud 500                       |                                   |               |                            |                          |                      |                    |
| 24 agosto 1991                | Alan Kulwicki                     | Ford          | $61,400                    | 500 / 266.5 (428.89)     | 82.028               | 3:14:56            |
| 29 agosto 1992                | Darrell Waltrip                   | Chevrolet     | $73,050                    | 500 / 266.5 (428.89)     | 91.198               | 2:55:20            |
| 28 agosto 1993                | Mark Martin                       | Ford          | $80,125                    | 500 / 266.5 (428.89)     | 88.172               | 3:01:21            |
| Goody's 500                   |                                   |               |                            |                          |                      |                    |
| 27 agosto 1994                | Rusty Wallace                     | Ford          | $53,015                    | 500 / 266.5 (428.89)     | 91.363               | 2:55:01            |
| 26 agosto 1995                | Terry Labonte                     | Chevrolet     | $66,940                    | 500 / 266.5 (428.89)     | 81.979               | 3:15:03            |
| Goody's Headache Powder 500   |                                   |               |                            |                          |                      |                    |
| 24 agosto 1996                | Rusty Wallace                     | Ford          | $77,090                    | 500 / 266.5 (428.89)     | 91.267               | 2:55:12            |
| 23 agosto 1997                | Dale Jarrett                      | Ford          | $101,550                   | 500 / 266.5 (428.89)     | 80.013               | 3:19:51            |
| 22 agosto 1998                | Mark Martin                       | Ford          | $85,315                    | 500 / 266.5 (428.89)     | 86.949               | 3:03:54            |
| 28 agosto 1999                | Dale Earnhardt                    | Chevrolet     | $89,880                    | 500 / 266.5 (428.89)     | 91.276               | 2:55:11            |
| goracing.com 500              |                                   |               |                            |                          |                      |                    |
| 26 agosto 2000                | Rusty Wallace                     | Ford          | $107,540                   | 500 / 266.5 (428.89)     | 85.394               | 3:07:15            |
| Sharpie 500                   |                                   |               |                            |                          |                      |                    |
| 25 agosto 2001                | Tony Stewart                      | Pontiac       | $189,415                   | 500 / 266.5 (428.89)     | 85.106               | 3:07:53            |
| 24 agosto 2002                | Jeff Gordon                       | Chevrolet     | $245,543                   | 500 / 266.5 (428.89)     | 77.097               | 3:27:24            |
| 23 agosto 2003                | Kurt Busch                        | Ford          | $237,565                   | 500 / 266.5 (428.89)     | 77.421               | 3:26:32            |
| 28 agosto 2004                | Dale Earnhardt, Jr.               | Chevrolet     | $322,443                   | 500 / 266.5 (428.89)     | 88.538               | 3:00:36            |
| 27 agosto 2005                | Matt Kenseth                      | Ford          | $360,536                   | 500 / 266.5 (428.89)     | 84.678               | 3:08:50            |
| 26 agosto 2006                | Matt Kenseth                      | Ford          | $336,516                   | 500 / 266.5 (428.89)     | 90.025               | 2:57:37            |
| 25 agosto 2007                | Carl Edwards                      | Ford          | $297,050                   | 500 / 266.5 (428.89)     | 89.006               | 2:59:39            |
| 23 agosto 2008                | Carl Edwards                      | Ford          | $344,625                   | 500 / 266.5 (428.89)     | 91.581               | 2:54:36            |
| 22 agosto 2009                | Kyle Busch                        | Toyota        | $341,073                   | 500 / 266.5 (428.89)     | 80.240               | 3:08:31            |
| Irwin Tools Night Race        |                                   |               |                            |                          |                      |                    |
| 21 agosto 2010                | Kyle Busch                        | Toyota        | $331,731                   | 500 / 266.5 (428.89)     | 99.071               | 2:41:24            |
| 27 agosto 2011                | Brad Keselowski                   | Dodge         | $291,883                   | 500 / 266.5 (428.89)     | 96.753               | 2:45:16            |
| 25 agosto 2012                | Denny Hamlin                      | Toyota        |                            | 500 / 266.5 (428.89)     | 84.402               | 3:09:27            |
| 24 agosto 2013                | Matt Kenseth                      | Toyota        |                            | 500 / 266.5 (428.89)     | 90.279               | 2:57.07            |
| 23 agosto 2014                | Joey Logano                       | Ford          |                            | 500 / 266.5 (428.89)     | 92.965               | 2:52.00            |
| 22 agosto 2015                | Joey Logano                       | Ford          |                            | 500 / 266.5 (428.89)     | 96.890               | 2:45:05            |
| Bass Pro Shops NRA Night Race |                                   |               |                            |                          |                      |                    |
| 21 agosto 2016                | Kevin Harvick                     | Chevrolet     |                            | 500 / 266.5 (428.89)     | 77.968               | 3:25:05            |
| 19 agosto 2017                | Kyle Busch                        | Toyota        |                            | 500 / 266.5 (428.89)     | 95.969               | 2:46:37            |
| 18 agosto 2018                | Kurt Busch                        | Ford          |                            | 500 / 266.5 (428.89)     | 89.538               | 2:58:35            |
| 17 agosto 2019                | Denny Hamlin                      | Toyota        |                            | 500 / 266.5 (428.89)     | 94.531               | 2:49:09            |
| 19 settembre 2020             | Kevin Harvick                     | Ford          |                            | 500 / 266.5 (428.89)     | 95.991               | 2:46:43            |
| 18 settembre 2021             | Kyle Larson                       | Chevrolet     |                            | 500 / 266.5 (428.89)     | 87.409               | 3:02:56            |
| Bass Pro Shops Night Race     |                                   |               |                            |                          |                      |                    |
| 17 settembre 2022             | Chris Buescher                    | Ford          |                            | 500 / 266.5 (428.89)     | 88.286               | 3:01:07            |
| 16 settembre 2023             | Denny Hamlin                      | Toyota        |                            | 500 / 266.5 (428.89)     | 94.99                | 2:48:20            |

### Lunghezza percorso note
- 1961–1968: percorso di 0,5 miglia.
- 1969: percorso di 0,527 miglia.
- 1970-presente: percorso di 0,533 miglia.

### Piloti plurivincitori
| # Vittorie | Pilota          | Vittorie negli anni                      |
| ---------- | --------------- | ---------------------------------------- |
| 7          | Darrell Waltrip | 1979, 1981, 1982, 1983, 1986, 1989, 1992 |
| 5          | Cale Yarborough | 1974, 1976, 1977, 1978, 1980             |
| 4          | Dale Earnhardt  | 1985, 1987, 1988, 1999                   |
| 3          | Rusty Wallace   | 1994, 1996, 2000                         |
| 3          | Matt Kenseth    | 2005, 2006, 2013                         |
| 3          | Kyle Busch      | 2009, 2010, 2017                         |
| 3          | Denny Hamlin    | 2012, 2019, 2023                         |
| 2          | Fred Lorenzen   | 1963, 1964                               |
| 2          | David Pearson   | 1968, 1969                               |
| 2          | Bobby Allison   | 1970, 1972                               |
| 2          | Richard Petty   | 1967, 1975                               |
| 2          | Terry Labonte   | 1984, 1995                               |
| 2          | Mark Martin     | 1993, 1998                               |
| 2          | Carl Edwards    | 2007, 2008                               |
| 2          | Joey Logano     | 2014, 2015                               |
| 2          | Kurt Busch      | 2003, 2018                               |
| 2          | Kevin Harvick   | 2016, 2020                               |

### Team plurivincitori (team)
| # Vittorie | Team                           | Vittorie negli anni                                  |
| ---------- | ------------------------------ | ---------------------------------------------------- |
| 9          | Junior Johnson & Associates    | 1974, 1976, 1977, 1978, 1980, 1981, 1982, 1983, 1986 |
| 8          | Roush Fenway Racing/RFK Racing | 1993, 1998, 2003, 2005, 2006, 2007, 2008, 2022       |
| 8          | Joe Gibbs Racing               | 2001, 2009, 2010, 2012, 2013, 2017, 2019, 2023       |
| 6          | Team Penske                    | 1994, 1996, 2000, 2011, 2014, 2015                   |
| 4          | Holman-Moody                   | 1963, 1964, 1968, 1969                               |
| 4          | Richard Childress Racing       | 1985, 1987, 1988, 1999                               |
| 4          | Hendrick Motorsports           | 1989, 1995, 2002, 2021                               |
| 3          | Stewart-Haas Racing            | 2016, 2018, 2020                                     |
| 2          | Petty Enterprises              | 1967, 1975                                           |
| 2          | Richard Howard                 | 1971, 1972                                           |

### Vittorie costruttori
| # Vittorie | Costruttore | Vittorie negli anni |
| ---------- | ----------- | --- |
| 22         | Chevrolet   | 1971, 1972, 1973, 1974, 1976, 1977, 1979, 1980, 1984, 1985, 1986, 1987, 1988, 1989, 1990, 1992, 1995, 1999, 2002, 2004, 2016, 2021 |
| 22         | Ford        | 1963, 1964, 1965, 1968, 1969, 1991, 1993, 1994, 1996, 1997, 1998, 2000, 2003, 2005, 2006, 2007, 2008, 2014, 2015, 2018, 2020, 2022 |
| 7          | Toyota      | 2009, 2010, 2012, 2013, 2017, 2019, 2023                                                                                           |
| 3          | Buick       | 1981, 1982, 1983 |
| 3          | Pontiac     | 1961, 1962, 2001 |
| 3          | Dodge       | 1970, 1975, 2011 |
| 1          | Oldsmobile  | 1978 |